# 劉玉書
劉 玉書（りゅう ぎょくしょ、1885年9月 – 没年不明）は、中華民国の軍人・政治家・実業家。北京政府では軍人として、蔣介石の国民政府や南京国民政府（汪兆銘政権）華北政務委員会では文官として各職を歴任している。また、華北電信電話（華北電電）の幹部も務めた。

## 事績
日本に留学し、陸軍士官学校を卒業。帰国後は北京政府で蘇常鎮守使参謀長、大総統府侍従武官、五省聯軍司令部参謀処長、淞滬警察庁長、淞滬衛生局長などを歴任し、陸軍中将まで昇進した。
国民政府成立後の1934年（民国23年）、劉玉書は天津市公安局長に就任し、翌年には工務局長も兼ねた。劉は冀察政務委員会で外交委員会委員を務め、盧溝橋事件後の1937年（民国27年）8月1日に成立した天津治安維持会（委員長：高凌霨）では委員に就任した。
王克敏らによる中華民国臨時政府創設に劉玉書も参与し、1938年（民国27年）4月13日、行政部参事に任命されるが、同年8月8日には辞職している。辞職と同月には、日本の国策会社北支那開発及び中支那振興両社の子会社として発足した華北電信電話（華北電電）の取締役理事に就任し、1943年（民国32年）6月29日まで在任した。
1943年2月8日、劉玉書は北京特別市市長に任命され、華北政務委員会に参加する形で政界復帰した。また、同委員会では華北河渠委員会委員や農務総署糧食管理局局長も兼任している。1945年（民国34年）2月20日、北京特別市長を辞任し（後任は許修直）、翌月に華北政務委員会委員に任ぜられた。また、華北電電にも復帰し、取締役兼副総裁に選出された。
日本敗北後の同年12月5日、劉玉書は北平で漢奸として逮捕され、南京へ護送された。翌1946年（民国35年）10月31日、首都高等法院で懲役15年・公民権剥奪10年・家族生活費以外の財産没収を言い渡されている。
以後、劉玉書の行方は不詳である。